# Epicauta stuarti
Epicauta stuarti là một loài bọ cánh cứng trong họ Meloidae. Loài này được LeConte miêu tả khoa học năm 1868.